# Nikita (telessérie)
Nikita é uma série de televisão estadunidense apresentada no canal The CW. Tem como base o filme de mesmo nome lançado em 1990, na refilmagem A Assassina (1993), e no seriado La Femme Nikita (1997). Nikita estreou no dia 9 de setembro de 2010, nos Estados Unidos, enquanto que no Brasil foi exibida pela Warner Channel.
Maggie Q interpreta a protagonista Nikita, uma espiã e assassina que se rebelou. Agora ela vive para destruir a Divisão, uma agência secreta do governo que a havia recrutado. Enquanto isso, a Divisão treina jovens para torná-los assassinos.
A série estreou no SBT na madrugada de domingo para segunda do dia 23 de março de 2014, logo após De Frente com Gabi, substituindo True Blood. O último episódio da série foi exibido em 25 de janeiro de 2015.

## Sinopse
A história é focada na organização secreta conhecida como Divisão. Recrutando jovens com passados problemáticos, a Divisão elimina qualquer ligação que eles tenham com suas vidas passadas e os treina para torná-los espiões eficientes e assassinos. Nikita é a primeira recruta a escapar do local e tem como objetivo derrubar seus antigos chefes. Tendo treinado Nikita, Michael, um operante da Divisão, recebe a ordem de seu chefe Percy de acabar com a antiga recruta. Enquanto isso, a Divisão recruta diversos jovens, inclusive a Alex.

## Elenco
- Maggie Q como Nikita Mears – uma espia e assassina que se rebelou. Quando adolescente, era uma garota de rua problemática, que se envolveu com uma organização do governo mais perigosa que a Divisão, chamada Death Row.[4] A Divisão fingiu a execução de Nikita e a recrutou, fazendo-a acreditar que ela teria uma segunda chance de servir ao seu país.[4] Depois de ser traída pela Divisão, Nikita foge e se esconde, re-surgindo como uma agente determinada a acabar com a organização e a libertar os outros recrutas.[4]
- Shane West como Michael – um operante da Divisão que treinou Nikita. Michael foi recrutado pela Divisão depois que sua esposa e filha foram mortas; e Percy prometeu vingança a ele.[5] West diz, "Michael não é uma pessoa má, apesar de tudo. Ele começou a fazer coisas que ele acreditava que era certo, e agora não tem tanta certeza se deve continuar."[5] Michael ve a Divisão e os recrutas como sua "família".[5]
- Lyndsy Fonseca como Alexandra Udinov (Alex) – a recruta mais nova da Divisão.[6] Ela era uma criança de rua que foi presa por roubo. Tem um estresse pós-traumático por ter sido raptada e vendida como uma escrava do sexo quando adolescente. Sem conhecimento da Divisão, Alex é uma ajudante de Nikita, que tem o mesmo objetivo da espiã.[7]
- Aaron Stanford como Seymour Birkhoff – um hacker recrutado junto com Nikita.[3] Quando ainda era recruta, ele foi pego hackeando o sistema do Pentágono.[3]
- Ashton Holmes como Thom – outro assassino que foi recrutado dois anos após a fuga de Nikita e um ano antes de Alex. No meio da primeira temporada da série, se torna um agente de campo, mas é morto por Alex, que faz com que acreditem que Thom era o ajudante de Nikita.[3]
- Tiffany Hines como Jaden – recrutada dois meses antes de Alex, Jaden é uma das poucas recrutas que gosta de sua nova vida.
- Melinda Clarke como Amanda – uma psicóloga e manipuladora da Divisão.[8]
- Xander Berkeley como Percy – o chefe da Divisão, que tentará de tudo para destruir Nikita e proteger o seu império.[3]

## Dublagem
Nikita - Angélica Borges
Michael - Marcelo Garcia
Alex - Flávia Fontenelle
Birkhoff - José Leonardo
Thom - Marcos Souza
Jaden - Flávia Saddy
Amanda - Mabel Cesar
Percy - Leonardo José
Diretor de dublagem - Leonardo José

## Episódios
| Season | Season | Episodes | Originally aired       | Originally aired       | DVD and Blu-ray release date | DVD and Blu-ray release date | DVD and Blu-ray release date |
| Season | Season | Episodes | Season premiere        | Season finale          | Region 1                     | Region 2                     | Region 4                     |
| ------ | ------ | -------- | ---------------------- | ---------------------- | ---------------------------- | ---------------------------- | ---------------------------- |
|        | 1      | 22       | 9 de setembro de 2010  | 12 de maio de 2011     | 30 de agosto de 2011         | 19 de setembro de 2011       | 2 de novembro de 2011        |
|        | 2      | 23       | 23 de setembro de 2011 | 18 de maio de 2012     | 2 de outubro de 2012         | 1 de outubro de 2012         | 13 de fevereiro de 2013      |
|        | 3      | 22       | 19 de outubro de 2012  | 17 de maio de 2013     | 22 de outubro de 2013        | 10 de fevereiro de 2014      | 13 de novembro de 2013       |
|        | 4      | 6        | 22 de novembro de 2013 | 27 de dezembro de 2013 | 20 de maio de 2014           | —                            | —                            |

## Produção

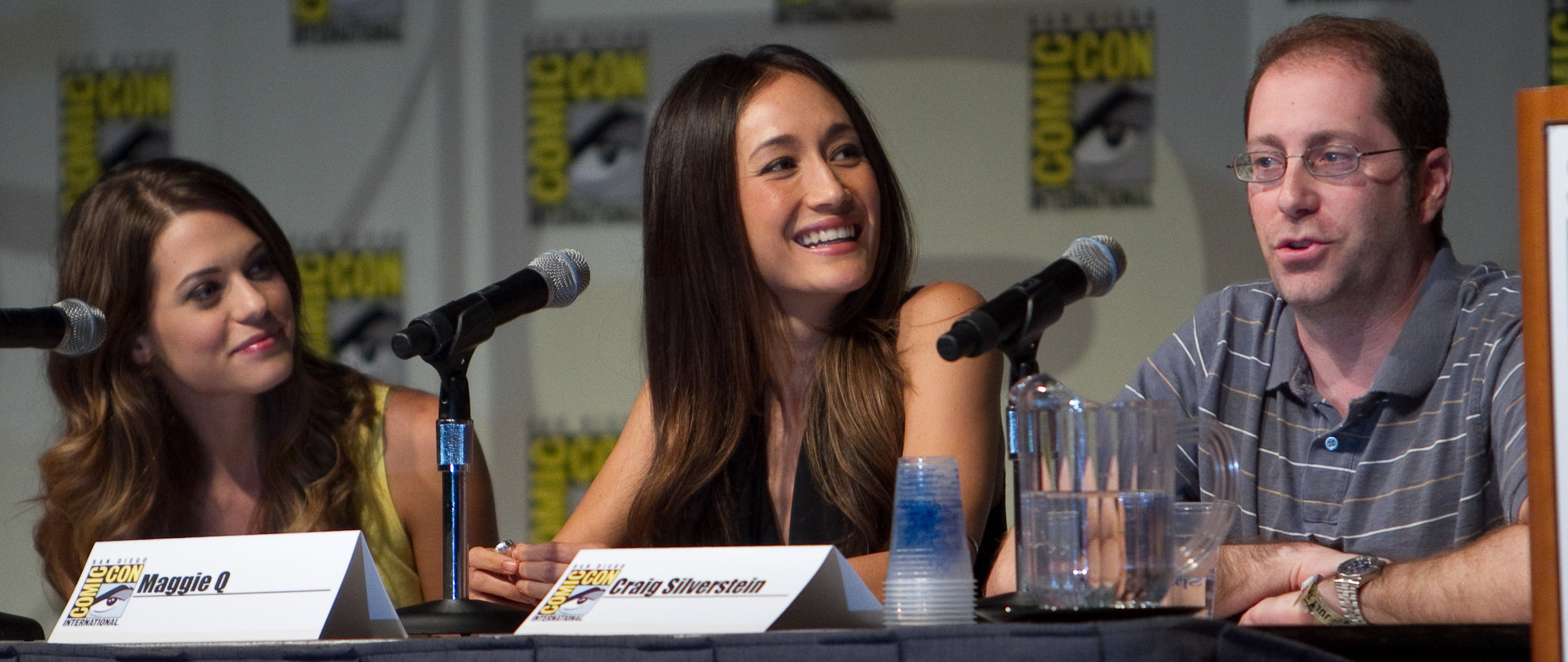
Lyndsy Fonseca, Maggie Q e Craig Silverstein na Comic-Con, julho de 2010.

A rede CW já tinha um interesse de longa dada em uma série de ação centrada em uma personagem feminina forte. Em 27 de janeiro de 2010, a CW pediu um episódio piloto para o seriado Nikita. Em fevereiro, Maggie Q foi escalada como Nikita, e Shane West como Michael. Em março, Lyndsy Fonseca foi escalada como Alex. Em 18 de maio de 2010, a CW Nikita programou o lançamento da série para o Outono (no hemisfério norte) do mesmo ano . A série tem uma maior ligação com o filme original dirigido por Luc Besson do que com a série La Femme Nikita. Entretanto, a série carrega o nome de muitos personagens do seriado de 1997.
O produtor executivo Craig Silverstein já havia pensado há um bom tempo em como transformar uma série que já havia sido feita, se aproximando da Warner Bros., que tem os direitos autorais da série original. Então, ao invés de um remake da série de 1997, foi decidido fazer uma continuação para o momento em que Nikita escapa da Divisão. Maggie Q disse, "Ninguém sabe a história dela depois deste ponto. Ninguém sabe para onde ela vai.." Além disso, foi acrescentada uma personagem nova, Alex, que tem um passado obscuro. A série se tornou uma mistura entre as missões semanais da Divisão, e o relacionamento de Nikita com Alex e Michael.
Silverstein descreve a história como um "conto de fadas obscuro. Uma garota é tirada de uma vida, sua identidade é destruída, ela é posta em outra vida e é completamente transformada. É como Alice no País das Maravilhas. Falam para ela, "Coma isso, beba isso, roube isso, mate isso," mas o porque disso não é dito a ela. Assim, a garota começa a descobrir sua própria identidade através destes acontecimentos."
Em 22 de outubro de 2010, foi confirmado que a série teria uma temporada completa, com um  no total de 23 episódios.. A CW admitiu que não tinha tanta confiança na série, mas que, no fim, ela realmente se destacou

## Recepção
Em 16 de julho, a Metacritic reportou as críticas do episódio piloto como razoáveis, e colocou a série na categoria "Com Potencial". Os críticos deram destaque ao papel de Maggie Q, ao visual da série, as sequências de ação sólidas. Entretanto, os críticos sentiram falta de um pouco de humor em alguns diálogos. O episódio piloto foi assistido por 3,57  milhões de telespectadores na transmissão original. A reprise do dia seguinte foi assistida por 2,6 milhões de telespectadores.

### Audiência
| Temporada     | Horário                                                        | # Ep. | Season Premiere        | Season Premiere                | Season Finale      | Season Finale                | Posição | Audiência (em milhões) |
| Temporada     | Horário                                                        | # Ep. | Data                   | Estréia Audiência (em milhões) | Data               | Final Audiência (em milhões) | Posição | Audiência (em milhões) |
| ------------- | -------------------------------------------------------------- | ----- | ---------------------- | ------------------------------ | ------------------ | ---------------------------- | ------- | ---------------------- |
| 1.ª temporada | Quinta 21:00                                                   | 22    | 9 de setembro de 2010  | 3.57                           | 12 de maio de 2011 | 1.94                         | #135    | 2.32                   |
| 2.ª temporada | Sexta 20:00                                                    | 23    | 23 de setembro de 2011 | 1.85                           | 18 de maio de 2012 | 1.47                         | #182    | 1.77                   |
| 3.ª temporada | Sexta 21:00 (19 out. - 9 nov.) Sexta 20:00 (30 nov. - 17 maio) | 22    | 19 de outubro de 2012  | 0.95                           | 17 de maio de 2013 | —                            | —       | —                      |